# Axane

Die Grundsubstanz der Axane: Axanan

Axane (Betonung auf der zweiten Silbe: Axane) sind eine kleine Gruppe von spirocyclischen Sesquiterpenen.

## Eigenschaften
Die namensgebende Substanz Axanan (C15H26) besitzt eine molare Masse von 206,37 g·mol−1. Während bei der anderen Gruppe der spirocyclischen Sesquiterpene, den Acoranen, der fünfgliedrige Ring eine Isopropylgruppe trägt, so unterscheiden sich die Axane von diesen durch die Isopropylgruppe am Cyclohexanring.
Die funktionalisierten Derivate kommen in beiden Enantiomeren vor und konnten sowohl aus marinen als auch terrestrischen Quellen isoliert wurden. Als funktionelle Gruppe findet sich meist eine Hydroxy- oder Isonitril-Gruppe am C-6 Kohlenstoffatom.
Vertreter dieser Naturstoffe sind zum Beispiel das Axisonitril, das Axenol und dessen stereoisomeres Gleenol. Für diese Naturstoffe sind heute mehrere Totalsynthesen publiziert.

## Biosynthese
Für die Biosynthese geht man von einem Alternativweg aus der auch zur Synthese von den Cadinenen führt. Als Beispiel sei hier der verkürzte Biosyntheseweg ausgehend von Germacren zu den drei Sesquiterpenen 4-Cadinen, Cadinan-4(15),5-dien und Gleenol gezeigt.

## Vorkommen

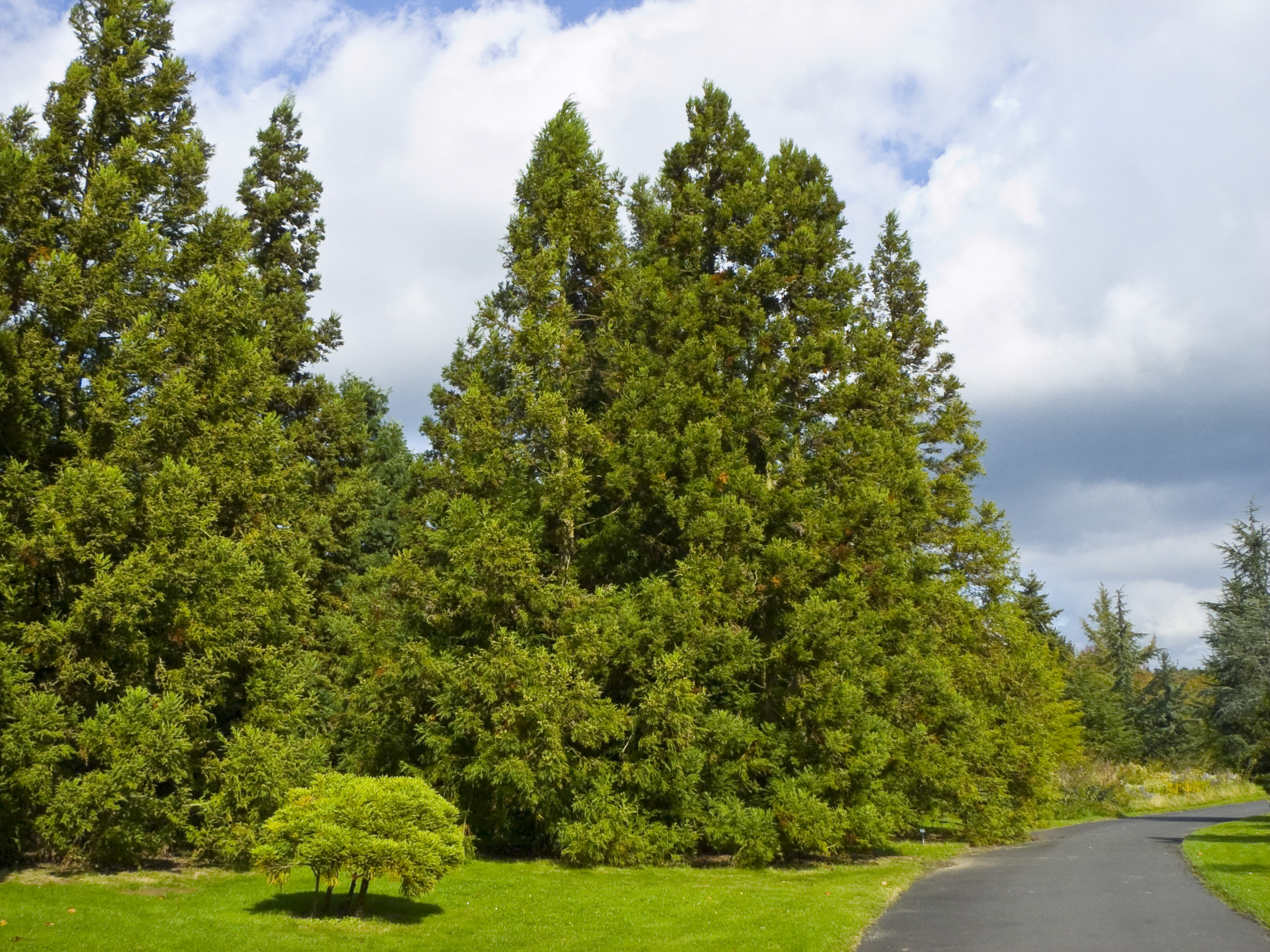
Sicheltanne (Cryptomeria japonica)

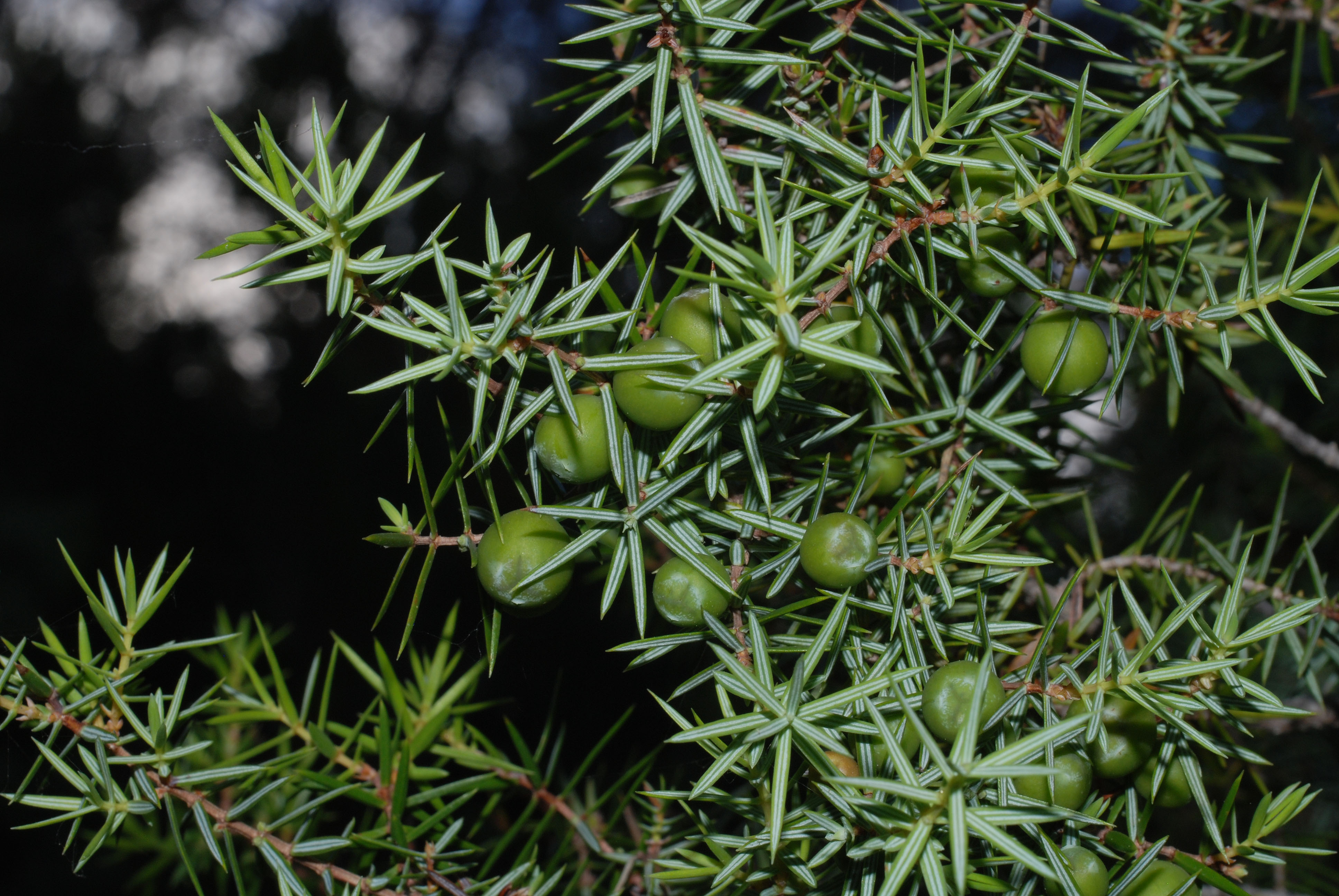
Stech-Wacholder (Juniperus oxycedrus)

Terpene mit einer Axan-Struktur Axisonitril wurden aus marinen Schwämmen wie Axinella cannabina, Acanthella cavernosa, Topsentia sp. und Acanthella klethra isoliert. Diese Verbindungen konnten aber auch in verschiedenen Nacktschnecken (Phyllidia ocellata, P. variosa und Phillidiopsis krempfi) gefunden werden. Der Alkohol Gleenol wurde aus der Sachalin-Fichte (Picea glehnii), der Sicheltanne (Cryptomeria japonica), dem Holz des Stech-Wacholders (Juniperus oxycedrus) und der Braunalge Taonia atomaria isoliert. Aus dem Rautengewächs Teclea nobilis wurden die Teclenone isoliert.